# 브렌던 플레처
브렌던 플레처(Brendan Fletcher, 1981년 12월 15일 ~ )는 캐나다의 배우이다.

## 출연 작품
- Rampage(2009) - 빌 윌리엄스
- Rampage: Capital Punishment(2014) - 빌 윌리엄스
- Rampage: President Down(2016) - 빌 윌리엄스
- 나이트 헌터(2018) - 사이먼
- 디스토티드(2018)
- 심야 주유소의 공포(2018)